# Ernest J. Magerstadt House
L'Ernest J. Magerstadt House è un edificio storico situato al 4930 South Greenwood Avenue, nel quartiere di Kenwood, a Chicago, Illinois . Progettata dall'architetto George Washington Maher nel 1908, è considerata uno dei migliori esempi dello stile Prairie School .

## Storia
L'Ernest J. Magerstadt House è stata costruita nel 1908 per Ernest J. Magerstadt, un noto uomo d'affari di Chicago. Situata nel quartiere residenziale di Kenwood, l'abitazione rappresenta una delle opere più raffinate di George W. Maher . Durante il primo Novecento, Kenwood era una delle zone più esclusive della città . Questo periodo di sviluppo fu influenzato anche dalla Fiera Colombiana di Chicago del 1893 .

## Descrizione
La casa si distingue per il suo design innovativo, che fonde elementi della Prairie School con dettagli decorativi unici . La struttura presenta:
- Finestre orizzontali: lunghe e incassate, che enfatizzano l'orizzontalità tipica dello stile Prairie.[1]
- Motivo decorativo ripetuto: un elemento distintivo di Maher, che utilizza un tema decorativo ripetuto per creare unità nell'intero progetto. Questo motivo è visibile nei dettagli delle colonne del portico, nelle vetrate colorate, nei mosaici del camino e nei soffitti interni.[1]

L'influenza dell'Art Nouveau è evidente nell'ornamentazione floreale .

## Critica
L'Ernest J. Magerstadt House è riconosciuta come un'importante testimonianza dell'architettura residenziale americana . La sua combinazione di stile Prairie e decorazioni Art Nouveau la rende unica nel suo genere . Nel 1960, l'abitazione è stata designata come Chicago Architectural Landmark, sottolineando il suo valore storico e artistico.
La casa è stata documentata nell'ambito del programma Historic American Buildings Survey (HABS) . La documentazione, disponibile presso la Biblioteca del Congresso, conferma la sua importanza come esempio eccezionale dello stile Prairie School e del lavoro di George W. Maher.